# Улексит
Улексит (боронатрокальцит, телевизионный камень) — редкий минерал подкласса водных боратов, водный борат натрия и кальция.
Назван в 1849 году по имени немецкого химика Г. Л. Улекса (1811—1883).

## Свойства
Формы выделения — тонкие волоконца, слагающие сплошной агрегат. Благодаря волокнистому строению в минерале проявляется эффект «кошачьего глаза». Кусок материала, отполированный с двух сторон поперёк волокон, обладает свойствами световода: передаёт изображение с одной полированной стороны на другую. Если улексит положить на строчку шрифта, буквы «появляются» на его поверхности. За это улексит называют «телевизионным камнем». Двупреломление + 0,029. Дисперсия, плеохроизм и люминесценция отсутствуют. Спектр поглощения не интерпретируется. Очень чувствителен к нагреванию, хрупкий и мягкий. Руда бора.

## Месторождения
Встречается как гипергенный минерал в отложениях озёр — продукт замещения в глинистых гипсоносных породах соляных куполов в сухом и жарком климате. Месторождения улексита имеются в Аргентине, Перу, Чили (пустыня Атакама), Канаде, США (калифорнийские пустыни Мохаве и Долина смерти, Невада, Техас, Юта, Орегон), Казахстане, Италии, России (Урал).

## Применение

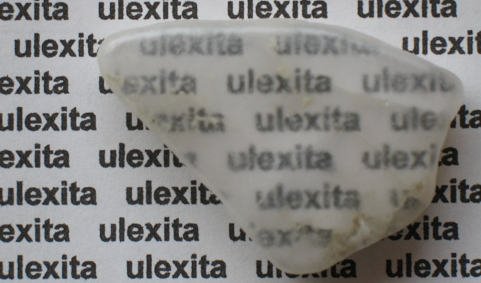
Улексит — «телевизионный камень»

Встречается в виде плотных волокнистых масс, обладающих сильным отливом и позволяющих изготовлять красивые кабошоны и сферы чистого белого цвета с эффектом кошачьего глаза. При распиловке «телевизионного камня» поперёк волокон соблюдается осторожность, чтобы предотвратить расщепление материала. Полируется окисью олова или окисью алюминия на войлоке или коже. Поверхность со временем изменяется — покрывается белым налётом, который удаляется переполировкой.
Во второй половине XX века была создана технология изготовления синтетических камней, повторяющих структуру улексита. Такой синтетический материал применяется в стекловолоконной оптике. С ним делают также ювелирные украшения. Искусственный улексит бесцветный и химически чистый и может быть окрашен примесями в любой цвет в процессе кристаллизации. Он имеет самое выраженное явление бегущего блика при вращении.